# Missa Gratiatoria
Missa Gratiatoria - album polskiego pianisty Leszka Możdżera. Wydawnictwo ukazało się 13 stycznia 2009 roku nakładem Akademickiego Centrum Kultury Uniwersytetu Gdańskiego "Alternator". 
Możdżera, który zagrał na czeleście i syntezatorze w nagraniach wsparł Akademicki Chór Uniwersytetu Gdańskiego pod kierownictwem Marcina Tomczaka oraz Zohar Fresco (instrumenty perkusyjne), Piotr Mania (fortepian), Jan Freicher (wibrafon, instrumenty perkusyjne) i Robert "Navigator" Usewicz (dzwonki). Miksowanie i mastering wykonali, odpowiednio Michał Mielnik i Tadeusz Mieczkowski. Natomiast oprawę graficzną albumu wykonała Beata Czerepak.

## Lista utworów
Opracowano na podstawie materiału źródłowego.
1. "Kyrie" - 8:06
2. "Interludium I" - 1:51
3. "Gloria" - 3:30
4. "Credo" - 9:52
5. "Interludium II" - 1:00
6. "Sanctus" - 3:03
7. "Interludium III" - 2:28
8. "Benedictus" - 5:02
9. "Agnus Dei" - 6:40